# Obwód sachaliński
Obwód sachaliński (ros. Сахалинская область) – jednostka administracyjna Federacji Rosyjskiej. Wchodzi w skład Dalekowschodniego Okręgu Federalnego. Siedzibą władz okręgu jest Jużnosachalińsk. Ma granicę morską z Krajem Kamczackim, Krajem Chabarowskim oraz Japonią.

## Geografia
Obwód sachaliński jest jedynym regionem Rosji w całości położonym na wyspach. W skład obwodu wchodzą Sachalin wraz z dwiema przylegającymi wyspami Moneron i Tiulenij (76,6 tys. km²) oraz Wyspy Kurylskie (10,5 tys. km²). Obwód oblewany jest wodami Morza Ochockiego, Morza Japońskiego oraz Oceanu Spokojnego.

### Strefa czasowa
W obwodzie sachalińskim obowiązują dwie strefy czasowe: Sachalin i większa część Wysp Kurylskich znajdują się w strefie MSK+7/UTC+11 (czas Władywostoku), natomiast Północnokurylski Okręg Miejski w strefie MSK+8/UTC+12 (czas Sriedniekołymska).

## Ludność
Według danych Federalnej Służby Statystycznej w obwodzie zamieszkuje 491 027 osób (2014). Gęstość zaludnienia wynosi 5,64 os./km² (2014). Ludność miejska stanowi 81,19% ludności obwodu.
Większość mieszkańców stanowią Rosjanie i Ukraińcy. Ważniejsze miasta: Jużnosachalińsk, Chołmsk, Korsakow, Jużnokurylsk.

## Historia

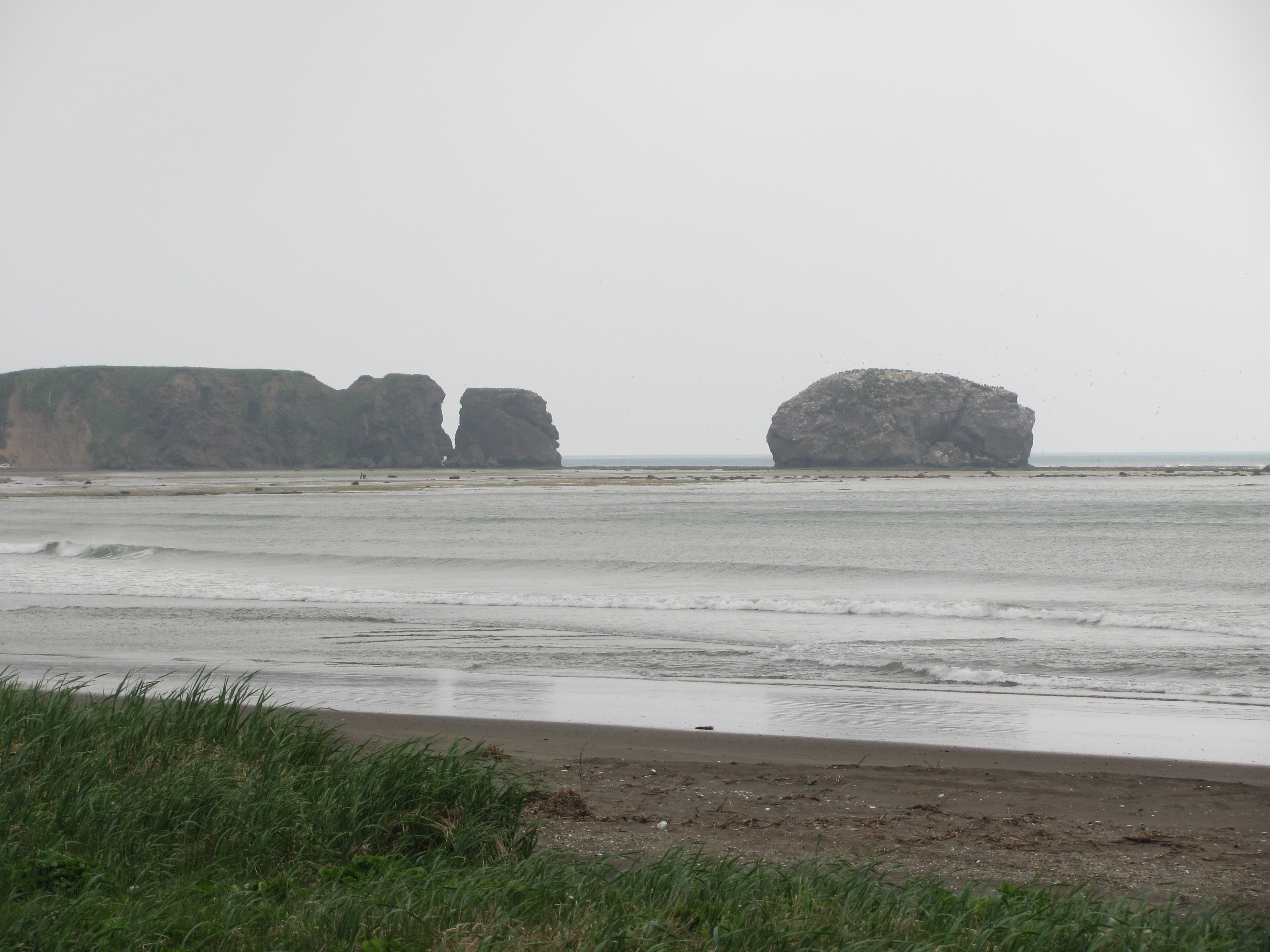
Widok na skarpy

Obwód utworzono 20 października 1932 roku. Pierwotnie znajdował się w Kraju Dalekowschodnim (1932–1938), następnie w Kraju Chabarowskim (1938–1947). 2 stycznia 1947 roku został połączony z obwodem południowosachalińskim. 
Decyzją Prezydium Rady Najwyższej ZSRR z dnia 8 lipca 1967 roku obwód sachaliński został odznaczony Orderem Lenina za osiągnięte sukcesy gospodarcze i kulturowe.

## Tablice rejestracyjne
Tablice pojazdów zarejestrowanych w obwodzie sachalińskim mają oznaczenie 65 lub 165 w prawym górnym rogu nad flagą Rosji i literami RUS.